# Схеттерс, Тео
Матеус Якобюс (Тео) Схеттерс  (нидерл. Marheus Jacobus "Theo" Schetters; 21 апреля 1896, Амстердам — 7 декабря 1973, там же) — нидерландский футболист, играл на позиции защитника и левого полузащитника. Футбольную карьеру начал в амстердамском клубе АФК, но в 1923 году перешёл в «Аякс», выступал за команду до 1933 года. В составе «Аякса», в 1931 году выиграл чемпионат Нидерландов. За сборную Нидерландов провёл всего один матч, который состоялся 18 апреля 1927 года.

## Биография
Тео Схеттерс родился 21 апреля 1896 года в городе Амстердам. Свою футбольную карьеру Тео начал в амстердамском клубе АФК. Сначала Схеттерс выступал за резервную команду, а затем был взят в основной состав.
В сезоне 1917/1918, команда Схеттерса стала победителем в своей Западной лиге, но выйдя в плей-офф чемпионата Голландии, клуб занял лишь четвёртое место в таблице, а чемпионом впервые в своей истории стал другой клуб из Амстердама, «Аякс». В то время, в составе АФК были отличные игроки, такие как Вим Велс, братья Йо и Давид Хёйер, Аренд Вис, Пит Бос, Йо Бёрнеман, Дик Дутс, Ян Ассерман, Вим Аддикс и бывший игрок «Аякса» Тон Кой.
В сезоне 1918/1919 , АФК вновь был сильнейшим в своей лиге, но в плей-офф чемпионата, команда заняла третье место, уступив только «Гоу Эхед» и чемпиону «Аяксу». В трёх последующих сезонах, команда Схеттерса занимала лишь в чемпионате места внизу турнирной таблице. В 1923 году, Тео перешёл в амстердамский «Аякс», в команде, Схеттерс встретил своего бывшего одноклубника Вима Аддикса, который ещё в 1922 году перешёл из АФК в «Аякс». В Тео играл за «Аякс» на разных позициях, как в полузащите, так и в линии защиты. В 1927 году Тео получил вызов в национальную сборную Нидерландов. Дебют Схеттерса в сборной состоялся 18 апреля 1927 года в матче против команды Чехословакии. В той игре Схеттерс был единственным представителем «Аякса» в сборной. Матч завершился крупной победой нидерландцев со счётом 8:1, но тот матч стал единственной игрой для Тео в составе сборной.
В составе «Аякса» Схеттерс провёл десять сезонов, а в 1931 году выиграл чемпионат Нидерландов. Завершил Тео свою футбольную карьеру в 1933 году, в возрасте 37 лет.

## Статистика

### Матчи Схеттерса за сборную Нидерландов
| Матчи Схеттерса за сборную Нидерландов | Матчи Схеттерса за сборную Нидерландов | Матчи Схеттерса за сборную Нидерландов | Матчи Схеттерса за сборную Нидерландов | Матчи Схеттерса за сборную Нидерландов | Матчи Схеттерса за сборную Нидерландов |
| -------------------------------------- | -------------------------------------- | -------------------------------------- | -------------------------------------- | -------------------------------------- | -------------------------------------- |
| №                                      | Дата                                   | Соперник                               | Счёт                                   | Голы Схеттерса                         | Соревнование                           |
| 1                                      | 18 апреля 1927                         | Чехословакия (люб.)                    | 8:1                                    | —                                      | Товарищеский матч                      |

Итого: 1 матч / 0 голов; 1 победа, 0 ничьих, 0 поражений.